# باغردان السفلي (مهاباد)
قرية باغردان السفلي (بالكردية: باگردانی خوارێ) هي إحدى القرى التابعة لـمنغور الشرقية في ريف قسم خليفان من مقاطعة مهاباد، في محافظة أذربیجان الغربیة الإيرانية.

## السكان
حسب إحصاءات سنة 2006، بلغ إجمالي السكان في باغردان السفلي 163 نسمة وعدد المساكن 30 مسكن. لغة سكان باغردان السفلي هي اللغة الكردية و هم من أهل السنة والجماعة والمذهب الشافعي.